# Kantongerecht Terborg

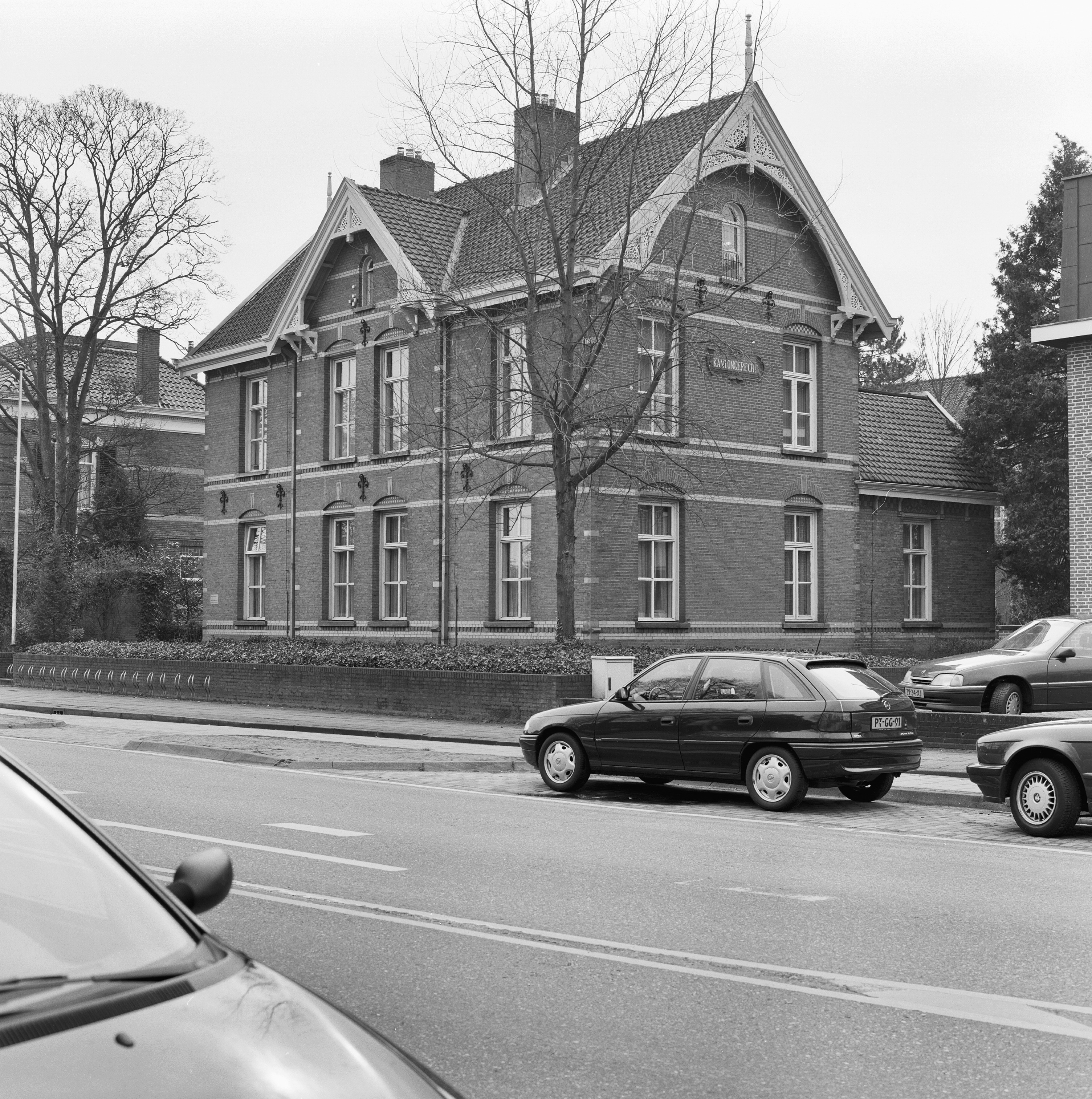
Het kantongerecht aan de Silvoldseweg

Het kantongerecht Terborg was van 1838 tot 2002 een van de kantongerechten in Nederland. Het gerecht in het Gelderse Terborg was bij de oprichting in 1838 het zevende kanton van het arrondissement Zutphen. Terborg kreeg in 1896 een eigen gerechtsgebouw, ontworpen door W.C. Metzelaar. Nadat de kantongerechten als zelfstandig gerecht waren opgeheven bleef Terborg in gebruik als zittingsplaats voor de sector kanton van de rechtbank in Zutphen. 